# Beira Interior Sul
Beira Interior Sul ist eine statistische Subregion Portugals. Sie ist Teil der Região Centro und des Distriktes Castelo Branco. Im Norden grenzen Cova da Beira und Beira Interior Norte, im Osten Spanien, im Süden Spanien und Alto Alentejo und im Westen Pinhal Interior Sul an die Subregion. 
Fläche: 3738 km². Bevölkerung (2001): 78.127. 
Die folgenden vier Kreise gehören zu Beira Interior Sul:
- Castelo Branco
- Idanha-a-Nova
- Penamacor
- Vila Velha de Ródão